# Ichtegem

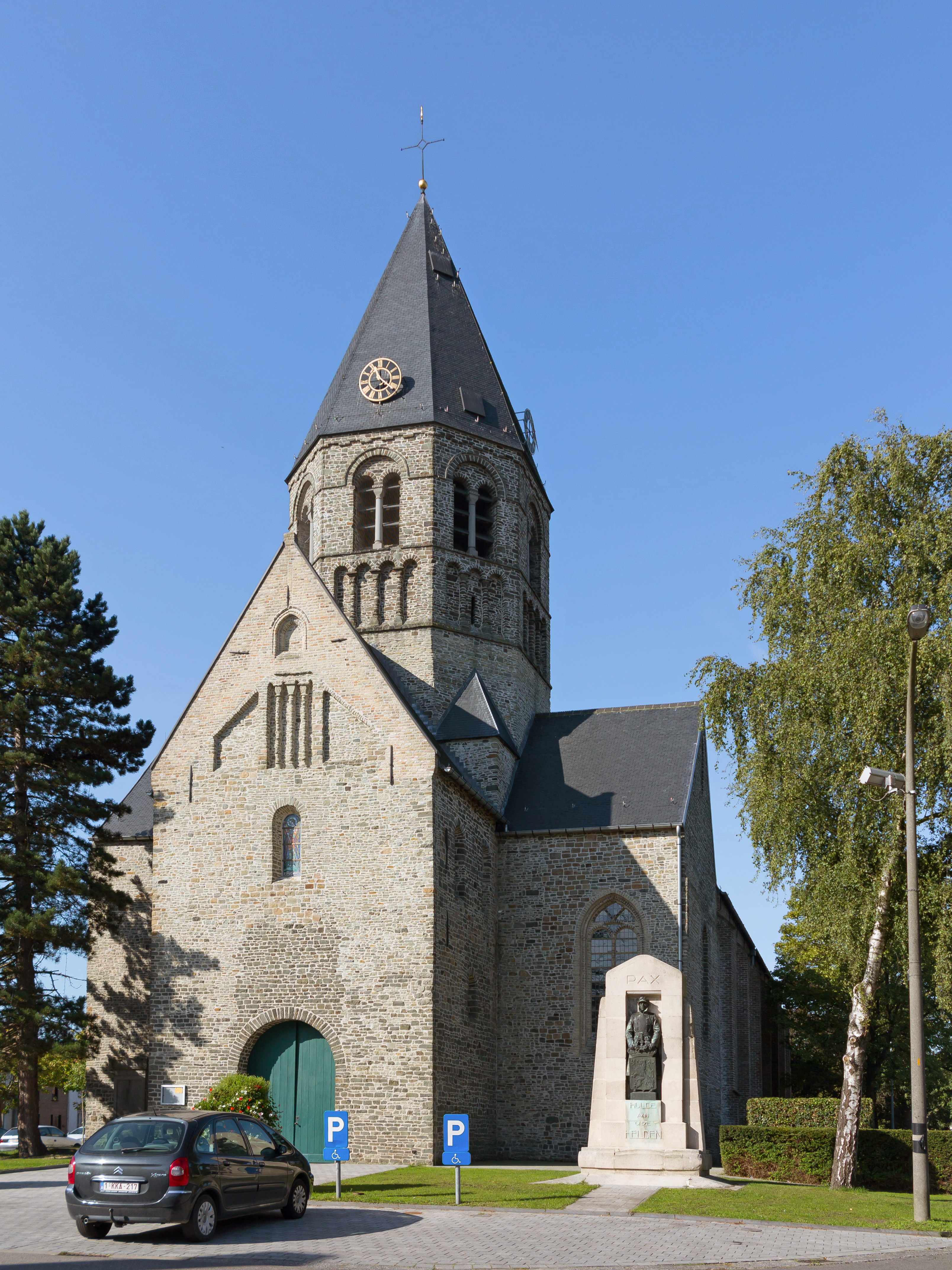
Church: de Sint-Michielskerk

Ichtegem es un municipio de la región de Flandes, en la provincia de Flandes Occidental, Bélgica. A comienzos de 2018 contaba con una población total de 13.939 personas. La extensión del término es de 45,33 km², con una densidad de población de 307,47 habitantes por km².

## Geografía

### Secciones del municipio
El municipio comprende los antiguos municipios, que se fusionaron en 1977:
| - Ichtegem - Bekegem - Eernegem |

## Demografía

### Evolución
Todos los datos históricos relativos al actual municipio, el siguiente gráfico refleja su evolución demográfica, incluyendo municipios después de efectuada la fusión el 1 de enero de 1977.
| Gráfica de evolución demográfica de Ichtegem entre 1846 y 2020 |
|                                                                |

## Enlaces relacionados
- Sitio oficial del término municipal de Ichtegem

- Datos: Q281181
- Multimedia: Ichtegem / Q281181